# 家族の物語
『家族の物語』（かぞくのものがたり）は、1993年1月4日〜4月2日にTBS「花王 愛の劇場」枠にて放送された昼ドラマである。愛の劇場25周年記念番組。全65話。同枠における、石井ふく子がプロデューサーを務めた作品の第15作目。
1月・2月・3月の時期に放送される石井ふく子プロデュースの作品は本作が最後となった（1985年 - 1993年）

## キャスト
- 石坂朋子 - 泉ピン子（第1部のみ）
- 宮瀬雄 - 長山藍子（第2部のみ）
- 熊谷哲平 - 井上順（第1部のみ）
- 宮瀬洋一郎 - 角野卓造（第2部のみ）
- 山際真弓 - 松岡富美（第1部のみ）
- 山際圭太 - 蓮池貴人
- 宮瀬加奈 - 市丸和代（第2部のみ）
- 宮瀬麻己 - 吉村涼（第2部のみ）
- 五木 - 誠直也（第2部のみ）
- 石坂香子 - 音無美紀子
- 石坂一行 - 大和田獏
- 西河純一 - 中丸新将（第1部のみ）
- 杉本千夏 - 中島唱子（第1部のみ）
- 児島秀人 - 三上直也（第1部のみ）
- 村上雅彦 - 丸茂太郎（第1部のみ）
- 神吉愛 - 水野千夏
- 石坂雄三 - 松村達雄
- 石坂妙 - 赤木春恵
- 珠江 - 大鹿次代（第2部のみ）
- 石坂健一 - 島村拓也（第3部のみ）
- 石坂健二 - 桑原崇（第3部のみ）
- 村田明日香 - 五十嵐めぐみ
- 村田花子 - 菅原チネ子
- 山本和也 - 川上たけし（第3部のみ）

香子の弟。
- 林京子 - 松本友里
- 山田夫人 - 益海愛子
- 丸山夫人 - 深尾真理
- 中丸温 - 近藤真彦

## スタッフ
- 脚本 - 石井君子、清水曙美、綾部伴子
- 音楽 - 丹羽応樹
- 演出 - 川俣公明
- プロデューサー - 石井ふく子、村上瑛二郎、荒井光明
- 技術協力 - 東通
- 制作協力 - 緑山スタジオ・シティ
- 製作 - ストーンウェル、TBS

## 主題歌
- 『いつか』

作詞：秋元康／作曲：見岳章／編曲：竜崎孝路／歌：美空ひばり